# Wulkan Kraszeninnikowa
Wulkan Kraszeninnikowa (ros. Вулкан Крашенинникова) – podwójny wulkan znajdujący się na obszarze półwyspu Kamczackiego w Rosji, wchodzi w skład państwowego rezerwatu Kronocki Rezerwat Biosfery. Wulkan położony jest w paśmie górskim Gór Wschodnich; około 15 kilometrów na północ znajduje się wulkan Kikhpinych, a 25 km na południowy zachód wulkan Kronocka Sopka.
Wulkan Kraszeninnikowa znajduje się w kalderze o wymiarach 9 × 11 km. Składa się z dwóch nakładających się na siebie stratowulkanów, z których wyższy i starszy południowy ma 1856 metrów wysokości (według innych źródeł 1816 m). Na szczycie obu stożków wulkanicznych znajdują się kratery o średnicy około 800 m.
Ostatnia erupcja wulkanu w przybliżeniu miała miejsce w 1550 roku. Kolejny wybuch nastąpił w nocy w niedzielę 3 sierpnia 2025 r. Erupcja spowodowała wyrzucenie chmury popiołów na wysokość 6 tys. m. Zaczęła się ona przemieszczać w kierunku Oceanu Spokojnego, z dala od obszarów zamieszkałych. Wydany został za to pomarańczowy alarm dla lotnictwa. Eksperci uznali, że wybuch wulkanu może mieć związek z potężnym trzęsieniem ziemi na Półwyspie Kamczackim o magnitudzie 8,8, jakie miało miejsce 4 dni wcześniej, 30 lipca.
Nazwa obiektu pochodzi od nazwiska rosyjskiego badacza Syberii i Kamczatki Stiepana Kraszeninnikowa.